# 费利克斯·门德尔松
雅各布·路德维希·费利克斯·门德尔松·巴托尔迪（德語：Jakob Ludwig Felix Mendelssohn Bartholdy，1809年2月3日—1847年11月4日），通称费利克斯·门德尔松，是德国早期浪漫主义时期的作曲家、钢琴家、管风琴家和指挥家。门德尔松的作品包括交響曲、协奏曲、钢琴音乐、管风琴音乐和室内乐。他最著名的作品包括《仲夏夜之梦》序曲和配乐（其中包括他的《婚礼进行曲》）、“意大利”交响曲、“苏格兰”交响曲、清唱剧《圣保罗》、《以利亚》、序曲《赫布里底群岛》、成熟期的代表作小提琴协奏曲和弦乐八重奏。聖誕頌歌《聽啊！天使高聲唱》的旋律也出自他之手。《無言歌》是他最著名的独奏钢琴作品。
门德尔松的祖父是著名的犹太哲学家摩西·门德尔松，但费利克斯最初在没有宗教信仰的情况下长大。他七岁时受洗，成为改革派基督徒。他早期就被视为音乐神童，但他的父母谨慎，没有试图完全利用他的才能。他的姐姐范妮·门德尔松接受了类似的音乐教育，她本身也是一位才华横溢的作曲家和钢琴家；她早期的一些歌曲以费利克斯的名义出版，她的《复活节奏鸣曲》曾被遗失而被错误地认为是费利克斯的作品，直到1970年代才被重新发现。
门德尔松早期在德国取得了成功，并在1829年演出约翰·塞巴斯蒂安·巴赫的《马太受难曲》后重新激起了音乐界对巴赫作品的兴趣。作为作曲家、指挥家和独奏家，他在欧洲各地的旅行中受到了热烈的欢迎；他对英国的十次访问是他成年生涯的重要部分，期间他的许多重要作品首演。他基本上保守的音乐口味使他不同于更富冒险精神的同代作曲家，如李斯特·费伦茨、理查德·瓦格纳、夏尔-瓦朗坦·阿尔康和埃克托·柏辽兹。他创立的莱比锡音乐学院成为这种反激进思想的堡垒。在19世纪末和20世纪初，由于普遍音乐口味的变化和反犹太主义，门德尔松创作的原创性遭受了长期的贬低，但如今他的地位已经重新得到重视，是最受欢迎的浪漫主义时代作曲家之一。

## 生平

### 童年

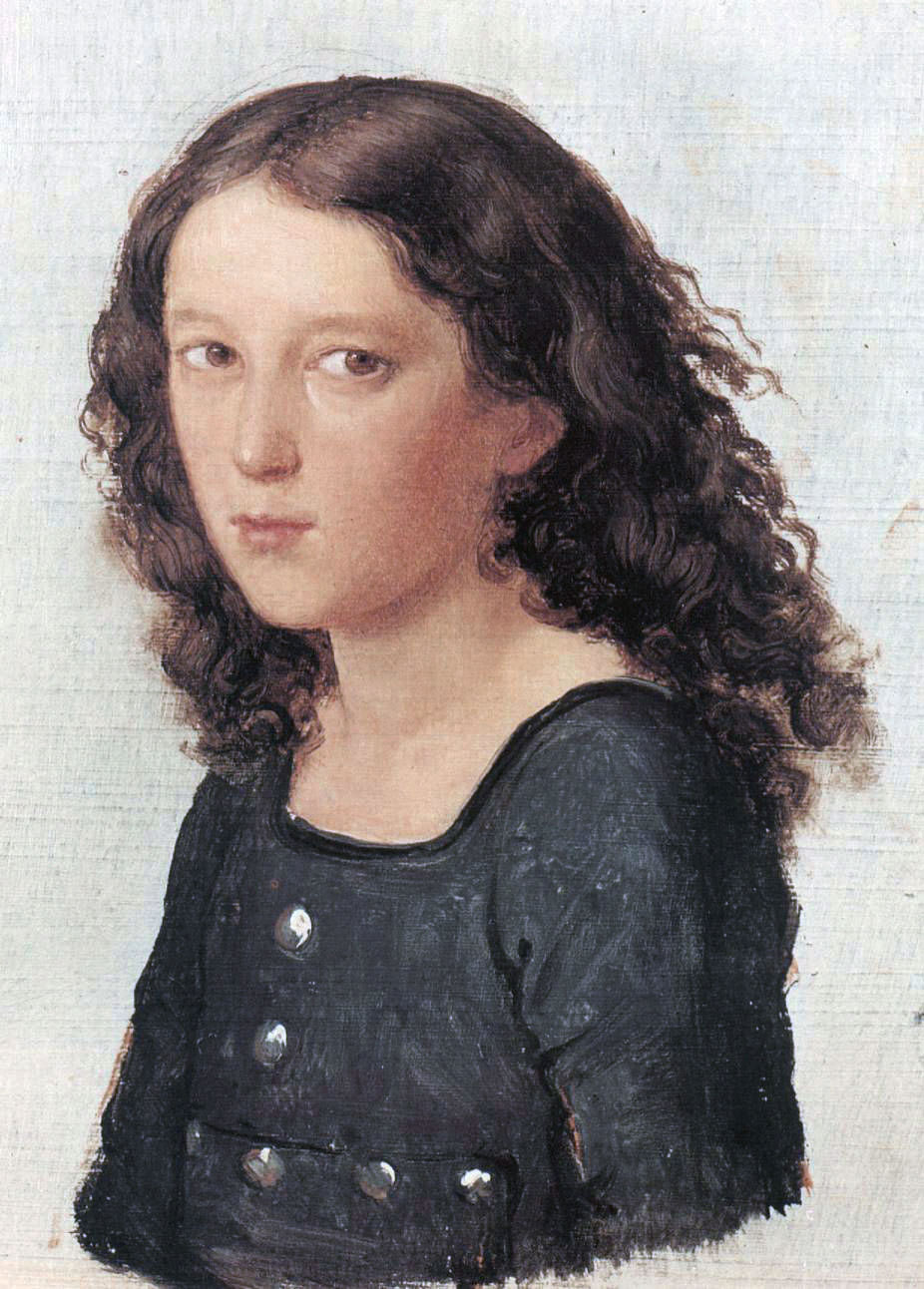
卡尔·约瑟夫·贝加斯所作的门德尔松12岁（1821年）时的肖像

费利克斯·门德尔松于1809年2月3日出生在汉堡，当时汉堡是独立的城邦。他后来创作的小提琴协奏曲的首演者和题献对象费迪南德·大卫一年后于同一屋檐下出生。门德尔松的父亲是银行家亚伯拉罕·门德尔松，祖父是德国犹太哲学家摩西·门德尔松。摩西的家族在德国犹太社区中很有声望。直到七岁受洗之前，门德尔松很大程度上是在没有宗教的环境中长大。他的母亲莱娅·门德尔松是伊茨希家族的一员，是雅各布·萨洛蒙·巴托尔迪的姐姐。门德尔松在家中排行第二；他的姐姐范妮也展示出卓越和超前的音乐才能。
1811年，因担心拿破仑对门德尔松家族银行打破大陆封锁而报复，家庭潜逃离开汉堡，搬到柏林。亚伯拉罕和莱娅·门德尔松试图给他们的子女（范妮、费利克斯、保罗和丽贝卡）提供最好的教育。范妮成为在柏林音乐界颇有名气的钢琴家和作曲家，最初亚伯拉罕认为她更有音乐天赋，而不是费利克斯。但无论亚伯拉罕还是费利克斯都认为妇女从事音乐职业是不恰当的，所以范妮后来一直是活跃的但非职业的音乐家。直到费利克斯表现出严肃的音乐才能，亚伯拉罕才同意让他追求音乐事业。
门德尔松在知识分子环境中长大。他父母在柏林家中组织的沙龙经常邀请艺术家、音乐家和科学家来访，其中包括威廉和亚历山大·冯·洪堡以及数学家約翰·彼得·古斯塔夫·勒熱納·狄利克雷（后来与门德尔松的妹妹结婚）。音乐家萨拉·罗滕伯格（Sarah Rothenburg）就此写道：“就像整个欧洲来到了他们家的客厅。”

### 姓氏
亚伯拉罕·门德尔松在费利克斯出生前放弃了犹太教，他和妻子决定不为费利克斯行割禮。费利克斯和他的兄弟姐妹最初没有接受宗教教育；1816年3月21日，他们在柏林家中中由耶路撒冷教堂的改革宗牧师在私人仪式上受洗，那时费利克斯被赋予额外的名字雅各布·路德维希。亚伯拉罕和他的妻子莱娅于1822年受洗，正式采用了门德尔松·巴托尔迪（其实自1812年以来便一直使用）这一姓氏，不仅适用于他们自己，还适用于他们的子女。
巴托尔迪这个名字是莱娅的弟弟雅各布·萨洛蒙·巴托尔迪建议加上的，他在路易森施塔特继承了这个名字的财产，并采用它作为自己的姓氏。在1829年7月8日写给费利克斯的一封信中，亚伯拉罕解释采用巴托尔迪这个名字是为了明确与他父亲摩西的传统断裂：“基督徒门德尔松就像犹太人孔子一样是不可能的。”开始他的音乐事业时，费利克斯并没有完全放弃门德尔松这个名字，正如亚伯拉罕所要求的那样，但为了尊重他的父亲，他在信上签名、印制拜访卡时使用“门德尔松·巴托尔迪”这一形式。他的姐姐范妮则在1829年给他的信中写道：“巴托尔迪[……]这个我们都不喜欢的名字。”

### 职业生涯

#### 音乐教育
门德尔松六岁时开始跟随母亲学习钢琴，七岁时在巴黎由玛丽·比戈辅导。后来在柏林，门德尔松四兄妹都跟随路德维希·贝格尔学习钢琴，而贝格尔曾是穆齐奥·克莱门蒂的学生。至晚从1819年5月开始，门德尔松（最初是和姐姐范妮一起）在柏林随卡尔·弗里德里希·策尔特学习对位法和作曲。这对他未来的职业产生了重要影响。几乎可以肯定，策尔特是由门德尔松的姨外婆莎拉·莱维（Sarah Levy）推荐，莱维曾是威廉·弗里德曼·巴赫的学生、卡尔·菲利普·埃马努埃尔·巴赫的赞助人。莎拉·莱维在键盘演奏方面表现出了一些才能，并经常与策尔特的柏林歌唱学院管弦乐团一起演奏；她和门德尔松家族是该学院的主要赞助人之一。莎拉收集了一批巴赫家族手稿，将其遗赠给了歌唱学院；策尔特的音乐口味保守，同时也是巴赫传统的崇拜者。这无疑在塑造费利克斯·门德尔松的音乐口味方面起到了重要作用，因为他的作品反映了对巴洛克和早期古典音樂的研究。约翰·塞巴斯蒂安·巴赫的音乐对他影响颇深；他的赋格和众赞歌尤其呈现出巴赫式的音调清晰度和对位法使用。

#### 初露锋芒

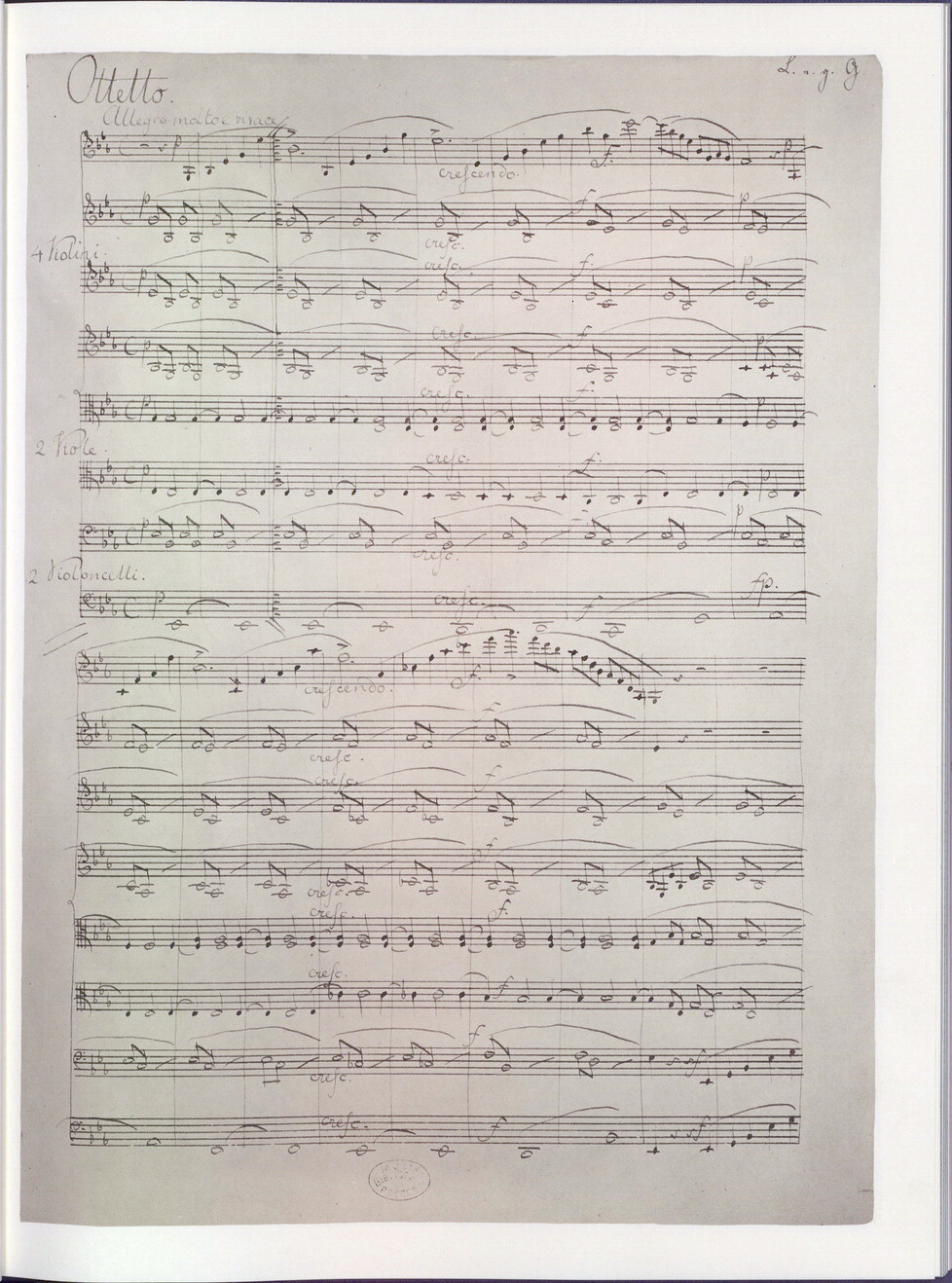
门德尔松的八重奏（1825年）手稿的第一页（现存于美国国会图书馆）

门德尔松大概九岁时首次在音乐会演出，他在一场室内演奏会中伴奏法國號演奏二重奏。他从很小的时候就是一位多产的作曲家。作为青少年，他的作品经常在家里由私人管弦乐团为父母的知识界朋友和贵族阶层演出。在12岁到14岁之间，门德尔松为这些音乐会写了13首弦乐交响曲和一些室内乐作品。他的第一部作品，一部钢琴四重奏，在他13岁时出版。很可能是亚伯拉罕·门德尔松为这首四重奏最终于施勒辛格出版社出版提供了帮助。在1824年，15岁的门德尔松为完整的管弦乐团创作了他的第一部交响曲（c小调，作品11）。
16岁时，门德尔松创作了E大调弦乐八重奏，这部作品被认为“标志他成为成熟作曲家”。这部八重奏以及一年后（1826年）他为莎士比亚《仲夏夜之夢》所创作的序曲是他早期作品中最著名的作品（后来，在1843年，他还为该剧写了伴奏音乐，包括著名的《婚礼进行曲》）。这部序曲或许是最早的音乐会序曲——不是专门为配合舞台表演而创作，而是为了在音乐会演奏时向听众暗示文学主题；这成为了浪漫主義音樂中一种流行的形式。
1824年，门德尔松在作曲家和钢琴演奏家伊格纳兹·莫谢莱斯的指导下学习，而莫谢莱斯在他的日记中承认自己无法教给他太多。莫谢莱斯和门德尔松成为亲近的同事和终生朋友。1827年，门德尔松的歌剧《卡马乔的婚礼》首演，也是他生前该作品唯一一次演出。然而，这次演出的失败使他不再愿意涉足这个体裁。
除音乐外，门德尔松的教育还包括艺术、文学、语言和哲学。他对古典文学特别感兴趣，还在1825年为他的导师卡尔·威廉·路德维希·海泽翻译了泰伦提乌斯的《安德里亚》；海泽对这个翻译印象深刻，并在1826年将其出版，署名为“我的学生，费***”（即费利克斯，原文中用星号替代）。这份译本也使门德尔松有资格在柏林大学学习，他在那里从1826年到1829年参加了格奥尔格·威廉·弗里德里希·黑格尔的美学讲座、埃德华·甘斯的历史学讲座以及卡爾·李特爾的地理学讲座。

#### 遇见歌德、指挥巴赫
1821年，策尔特向门德尔松介绍了他的朋友和信友、那时已经七旬的作家约翰·沃尔夫冈·冯·歌德，而歌德对这位小孩赞叹不已，将他与莫扎特相比较（这可能是门德尔松第一次被与莫扎特相比较）：
“音乐神童……似乎已经不再那么罕见，但这位小家伙在即兴演奏和视奏上的表现接近奇迹，我不敢相信他在如此小的年纪就能做到这一点。”“但是你在法兰克福听过七岁的莫扎特吗？”策尔特问。“听过，”歌德回答，“……但你的学生已经完成的工作之于当时的莫扎特，正如成年人的文雅谈话之于孩子的嬉戏。
门德尔松后来多次受邀与歌德见面，并将歌德的一些诗歌改编为音乐。他受歌德启发的其他作品包括序曲《平静的海与幸福的航行》（作品27，1828年），以及康塔塔《沃普尔吉斯初夜》（作品60，1832年）。
1829年，在策尔特的支持和演员爱德华·德弗里恩特的协助下，门德尔松在柏林安排并指挥了巴赫的《马太受难曲》演出。四年前，他的外婆贝拉·萨洛蒙（Bella Salomon）送给了他这部（那时已经被遗忘的）杰作的手稿副本。这场演出的管弦乐队和合唱团由柏林歌唱学院提供。这次演出的成功自巴赫去世以来极为少见，也是莱比锡以外的首次演出，这是巴赫音乐在德国乃至整个欧洲复兴的重要事件。20岁的门德尔松因此获得了广泛的赞誉。这也导致了门德尔松对自己的出身进行了为数不多的明确提及：“想想：居然是一名演员和一个犹太人的儿子来复兴世界上最伟大的基督教音乐！”
在接下来的几年里，门德尔松开始广泛旅行。他第一次访问英格兰是在1829年；在1830年代他前往维也纳、佛罗伦萨、米兰、罗马和那不勒斯，遇到了当地和到访的音乐家和艺术家。这些年成为他一些最著名作品的萌发时期，包括序曲《赫布里底群岛》以及“苏格兰”交响曲和“意大利”交响曲。

#### 杜塞尔多夫
在1832年，策尔特去世后，门德尔松希望接替他成为柏林歌唱学院的音乐总监；但在1833年1月的选举中，他被卡尔·弗里德里希·伦根哈根击败，未能获得这个职位。这可能是因为门德尔松年幼，人们担心他可能带来创新；有人怀疑这也与他的犹太血统有关。在这次挫折之后，门德尔松在接下来的几年里，将他的大部分职业时间分配在英国和杜塞尔多夫之间。1833年他在杜塞尔多夫被任命为音乐总监（这是他作为音乐家的第一个有薪职位）。
同年春天，门德尔松指挥了杜塞尔多夫的下莱茵音乐节，演出格奥尔格·弗里德里希·亨德尔的清唱剧《以色列人在埃及》。这部演出是根据门德尔松在伦敦发现的原谱准备的。这引发了德国的一场亨德尔复兴，类似于他演出《马太受难曲》后，人们重新对约翰·塞巴斯蒂安·巴赫的音乐重新表现出兴趣。门德尔松与剧作家卡尔·伊默尔曼合作提高了当地的戏剧水平，并在1833年底指挥由伊默尔曼戏剧执导的莫扎特《唐璜》制作，这是他首次指挥歌剧。当时他对于观众抗议门票价格感到不满。门德尔松对他在杜塞尔多夫的日常职责和城市的地方主义感到沮丧，这导致他在1834年底辞去音乐总监的职位。此前，他已经收到来自慕尼黑和莱比锡的重要音乐职位的邀请，分别是慕尼黑歌剧院的指挥，著名莱比锡音乐杂志《音乐广讯报》的编辑，以及萊比錫布商大廈管弦樂團的指挥；他于1835年接受了后者。

#### 莱比锡和柏林

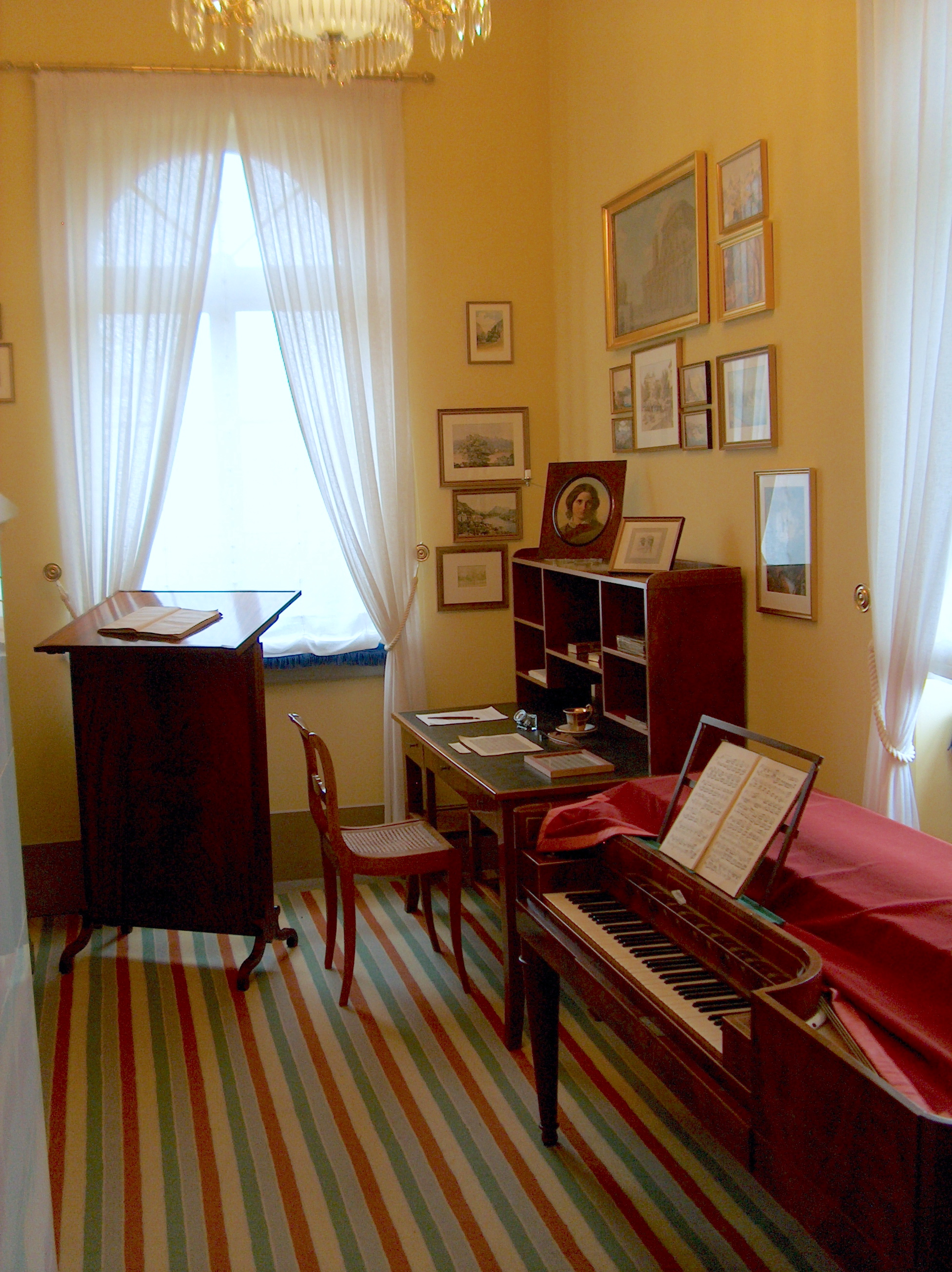
门德尔松的书房，现位于莱比锡门德尔松之家博物馆

在莱比锡，门德尔松致力于通过与管弦乐队、歌剧院、圣多马教堂少年合唱团（巴赫曾是其指挥）以及城市的其他合唱和音乐机构合作来发展该城市的音乐生活。门德尔松的音乐会（除他自己的许多作品外）包括三个演奏十八世纪音乐的“历史音乐会”系列，还有他的同代作曲家的作品。他收到了许多崭露头角和有抱负的作曲家的音乐作品，其中包括理查德·瓦格纳，他提交了自己早先创作的交响曲，但门德尔松遗失（或搁忘）了其总谱，这让瓦格纳十分沮丧。门德尔松还重新引起了人们对弗朗茨·舒伯特音乐的兴趣。罗伯特·舒曼发现了舒伯特第九交响曲的手稿，并将其寄送给门德尔松。1839年3月21日，门德尔松在莱比锡指挥了这部交响曲的首演，此时舒伯特已去世十多年。
门德尔松的莱比锡时期的一个重要事件是他的清唱剧《圣保罗》，于1836年在杜塞尔多夫的下莱茵音乐节上首演。这次演出发生在门德尔松的父亲去世后不久，这对他产生了很大的影响，他写道：“[我将]永远努力赢得他的赞赏……尽管我已不能再享受到它。”许多门德尔松的同代人认为《圣保罗》是他最杰出的作品，这部作品巩固了他在欧洲的声誉。
当腓特烈·威廉四世于1840年即位为普鲁士国王，怀揣发展柏林成为文化中心的雄心（包括设立音乐学校以及改革教堂音乐）时，他认为很明显应该由门德尔松来领导这些改革。门德尔松对承担这一任务有些犹豫，特别是考虑到他已经在莱比锡占据了强大的地位。然而，受国王的要求，门德尔松还是在柏林度过了一些时间，创作了一些教堂音乐，比如《德意志礼拜》，以及以下戏剧作品的伴奏音乐：索福克勒斯《安提戈涅》（1841年，一部序曲和七部乐章）和《伊底帕斯在柯隆納斯》（1845年）、莎士比亚《仲夏夜之夢》（1843年）以及拉辛《阿达莉》（1845年）。但国家从未提供学校资金，宫廷对门德尔松关于财务、头衔和音乐会编排的许多承诺都没有兑现。他于是很高兴以此为由返回莱比锡。
1843年，门德尔松创立了一所重要的音乐学校——莱比锡音乐学院，现在被称为萊比錫孟德爾頌音樂戲劇學院。他说服伊格纳兹·莫谢莱斯和罗伯特·舒曼加入他。其他杰出的音乐家，包括弦乐演奏家费迪南德·大卫和约瑟夫·约阿希姆，以及音乐理论家莫里茨·豪普特曼，也成为学院的教员。在门德尔松于1847年去世后，莫谢莱斯接任学院院长，他那种音乐上的保守传统得以继续传承。

#### 英国
门德尔松于1829年首次访问英国，已经定居在伦敦的莫谢莱斯向他介绍了具有影响力的音乐界圈子。夏天时，他访问了爱丁堡，在那里与作曲家约翰·汤姆森等人见面，之后他推荐了汤姆森担任爱丁堡大学音乐教授一职。他总共访问了十次英国，总计大约20个月；他赢得了强大的支持，使他能够在英国音乐生活中留下深刻印象。他创作并演奏，还为英国出版商编辑了亨德尔的清唱剧和巴赫的管风琴音乐的首批考证版本。苏格兰激发了他的两部著名作品：序曲《赫布里底群岛》（也称为《芬戈洞穴》）和第三交响曲“苏格兰”。纪念门德尔松在伦敦居住的英格蘭遺產委員會藍色牌匾于2013年被放置在伦敦贝尔格莱维亚的霍巴特街4号。
他的门生、英国作曲家和钢琴家威廉·斯特恩代尔·本内特在这一时期与门德尔松密切合作，无论在伦敦还是莱比锡。他在1833年时在伦敦首次听到时年17岁的本内特演奏。贝内特在1836/37乐季与门德尔松一起在莱比锡出演音乐会。
在门德尔松于1844年夏季的第八次访英中，他在伦敦指挥了五场爱乐音乐会，并写道：“从未有过像这样的乐季——我们从未在半夜一点半之前入睡，每天的每个小时都提前三周安排好了，我在两个月内处理了比整年其他时间都多的音乐。”（致丽贝卡·门德尔松·巴托尔迪的信函，1844年7月22日，索登）。在随后的访问中，门德尔松见到了维多利亚女王和她的丈夫阿尔伯特亲王，后者自己也是一位作曲家，他们都非常欣赏门德尔松的音乐。
门德尔松的清唱剧《以利亚》是由伯明翰三年音乐节委托创作的，于1846年8月26日在伯明罕市政廳首演。该作品的文本原为德语，威廉·巴尔托洛缪将其翻译成英语；他在门德尔松在英国期间撰写和翻译了许多门德尔松作品的文本。

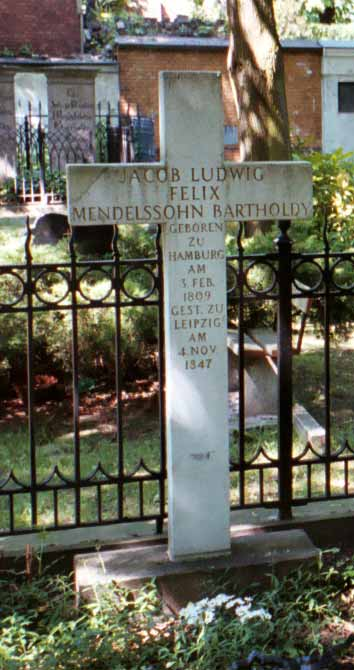
门德尔松在柏林圣三一教堂的墓碑

1847年门德尔松最后一次访英，他作为独奏演出了贝多芬的第四钢琴协奏曲，并在女王和阿尔伯特亲王面前指挥爱乐管弦乐团演出自己的苏格兰交响曲。

#### 死亡
门德尔松在生命的最后几年健康状况不佳，可能受到神经问题和过度工作的加重影响。他在十次访英后心力交瘁，而他的姐姐范妮于1847年5月14日去世，给他带来了更多的痛苦。不到六个月后，1847年11月4日，门德尔松在莱比锡死于一系列中风，享年38岁。他的祖父摩西、范妮和他的父母都曾因类似的卒中而去世。尽管他在管理自己的事务方面通常非常谨慎，但他去世时没有留下遺囑。
门德尔松的葬礼在莱比锡的圣保利教堂举行，他被埋葬在柏林-克罗伊茨贝格的圣三一教堂一号公墓（德語：Dreifaltigkeitsfriedhof I）。扶柩包括莫谢莱斯、舒曼和尼尔斯·加德。门德尔松曾在给陌生人的信中将死亡描述为“希望那里仍然有音乐，但不再有悲伤或分别的地方”。

### 个人生活

#### 个性

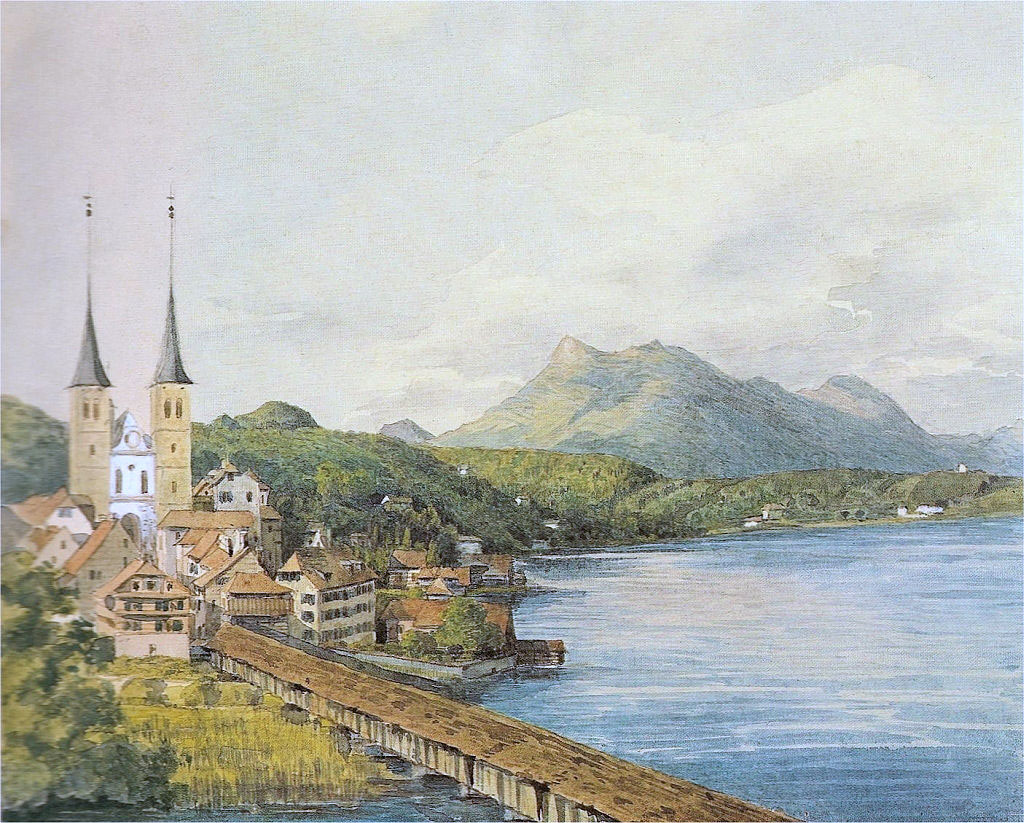
门德尔松1847年绘制的水彩画，描绘琉森的景色

门德尔松在家族成员出版的详细回忆录中（尤其是在他去世后由他的侄儿塞巴斯蒂安·亨泽尔出版的回忆录）通常被描述为性情温和、平静和快乐，但这与事实不符。音乐历史学家R·拉里·托德（R. Larry Todd）指出门德尔松的性格在他的朋友圈中被“惊人地理想化并固化在回忆录中了”，包括亨泽尔的。门德尔松曾因他的孤僻而被戏称为“不高兴的波兰伯爵”，他在信中提到了这个绰号。他经常发火，有时会导致崩溃。德弗里恩特提到，1830年代某次他的意愿受阻时，“他的兴奋之情变得如此可怕……以至于当家人都聚集在一起时……他开始胡言乱语，开始讲英语。最后，他父亲严厉地制止了这股狂烈的言语；他们把他送上床，沉睡了十二个小时后他才恢复正常。”这些发作可能与他的早逝有关。
门德尔松热衷于绘画，他擅长用铅笔和水彩，这是他终生的爱好。他的信件表明，他能够以德语和英语写出相当风趣的文字——他的信件有时附有幽默的小品和漫画。

#### 宗教
1816年3月21日，七岁的门德尔松与他的兄弟姐妹一同在柏林的耶路撒冷教堂与新教堂的普魯士聯合教會牧师约翰·雅各布·斯特格曼（Johann Jakob Stegemann）主持的私人仪式中受洗。尽管门德尔松是基督教徒，属于归正教会的一员，但也对自己的犹太血统很自豪，特别是与祖父摩西·门德尔松的关系。他向海因里希·布洛克豪斯（Heinrich Brockhaus）积极提议出版摩西的作品全集，这一提议在他的叔叔约瑟夫·门德尔松的支持下继续进行。在信件或谈话中，费利克斯相当不愿意表明他的内心信仰，他的朋友德弗里安特写道：“他的深刻信仰在与世界的交往中从未被透露出来；只有在罕见的亲密时刻，它们才会出现，而且只是轻微而幽默的影射。”例如，在一封写给妹妹丽贝卡的信中，门德尔松批评她抱怨一名不讨人喜欢的亲戚：“你说你不憎恨犹太人是什么意思？我希望这只是玩笑……你不歧视你的家人，这可太好了，不是吗？”一些现代学者投入了大量精力证明门德尔松非常支持祖先的犹太信仰，另一些则认为他对此持敌对态度并坚守基督教信仰。

#### 门德尔松与其同代人

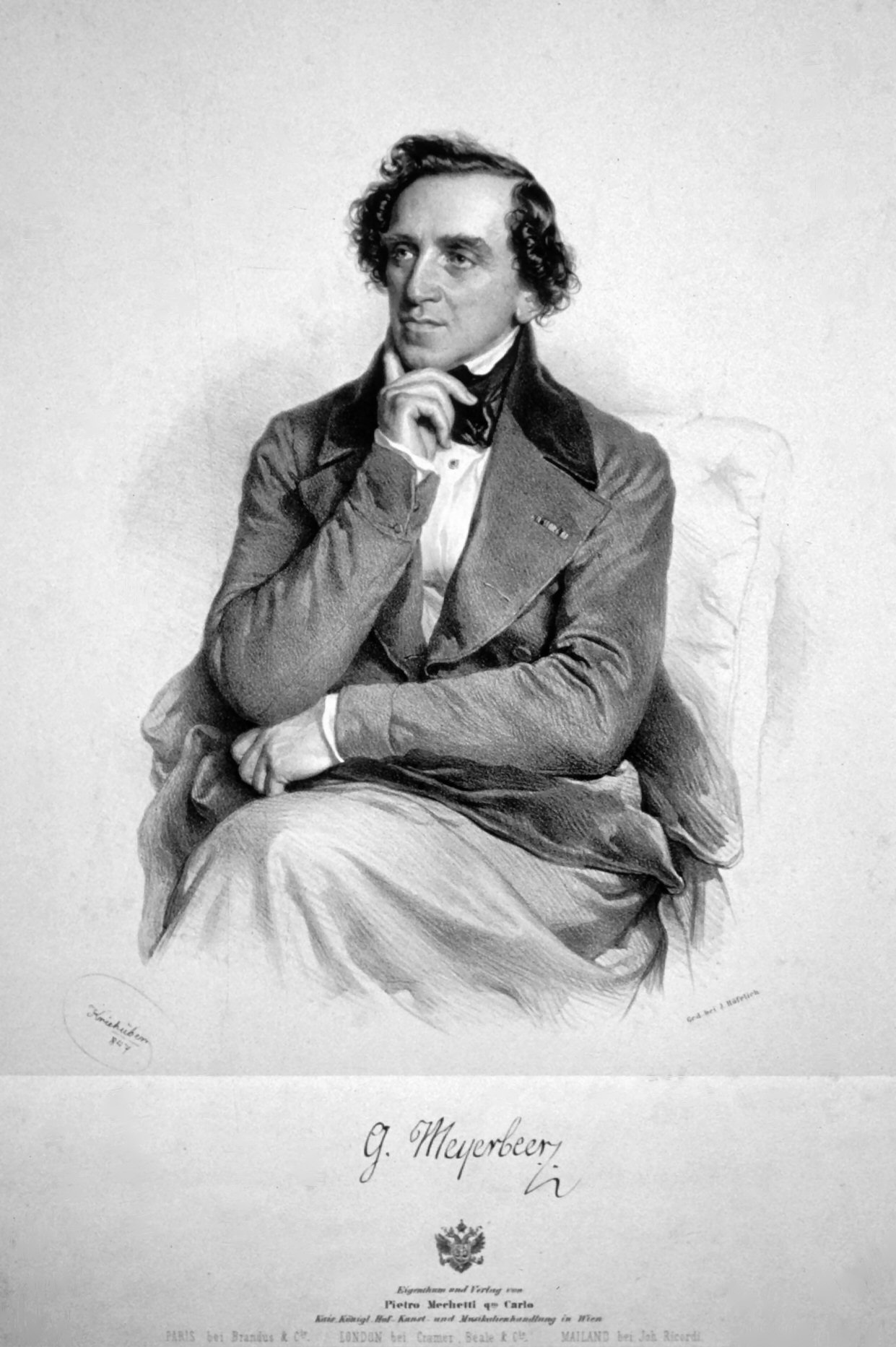
约瑟夫·克里胡贝尔1847年绘制的贾科莫·梅耶贝尔像

在门德尔松的一生中，他总是对一些同代人更为激进的音乐发展持谨慎态度。他通常与埃克托·柏辽兹、李斯特·费伦茨和贾科莫·梅耶贝尔保持友好的关系（尽管有时表现出一些冷淡），但在他的信件中坦率地表示不赞同他们的作品，例如他写道，李斯特的作品“不如他的演奏，且......仅适合技巧专家（virtuoso）”；对于柏辽兹《自由法官》的序曲，他表示“配器混乱得可怕……人们每次经手他的谱后都应该洗手”；对于梅耶贝尔的歌剧《恶魔罗贝尔》，他认为其“卑劣”，称其反派角色伯特兰是“可怜的魔鬼”。当他的朋友，作曲家费迪南·希勒在谈话中表示门德尔松看起来很像梅耶贝尔（实际上，他们是远房表亲，都是拉比摩西·以瑟利斯的后裔）时，门德尔松感到非常不悦，立刻去剪发以区分。
门德尔松似乎尤其对巴黎及其音乐充满了怀疑和几乎是清教徒式的厌恶。他在访问巴黎期间，人们让他对圣西门主义产生兴趣的尝试只得以尴尬的场面告终。值得注意的是，门德尔松唯一保持亲密友谊的音乐家是伊格纳兹·莫谢莱斯，他是门德尔松上一代的人物，但在世界观上同样保守。莫谢莱斯在莱比锡音乐学院一直保持这种保守态度，直到1870年去世。

#### 婚姻和子女

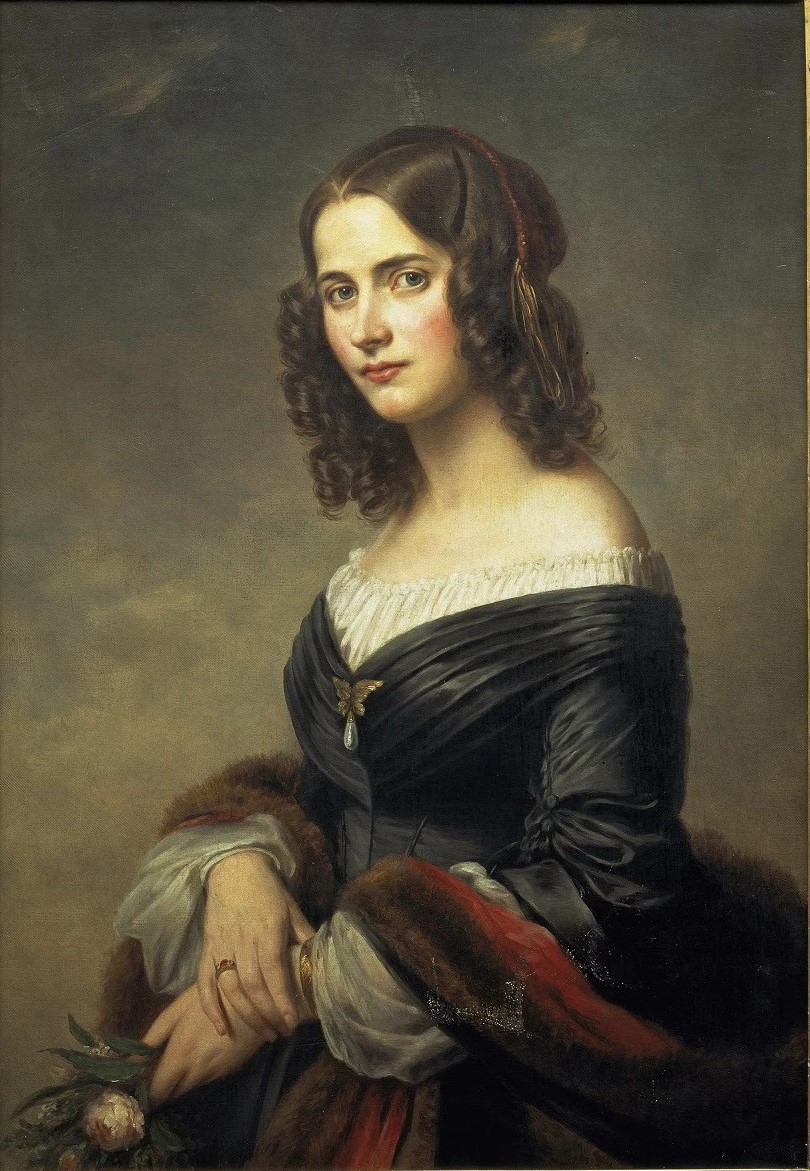
爱德华·马格努斯1846年绘制的门德尔松之妻塞西尔像

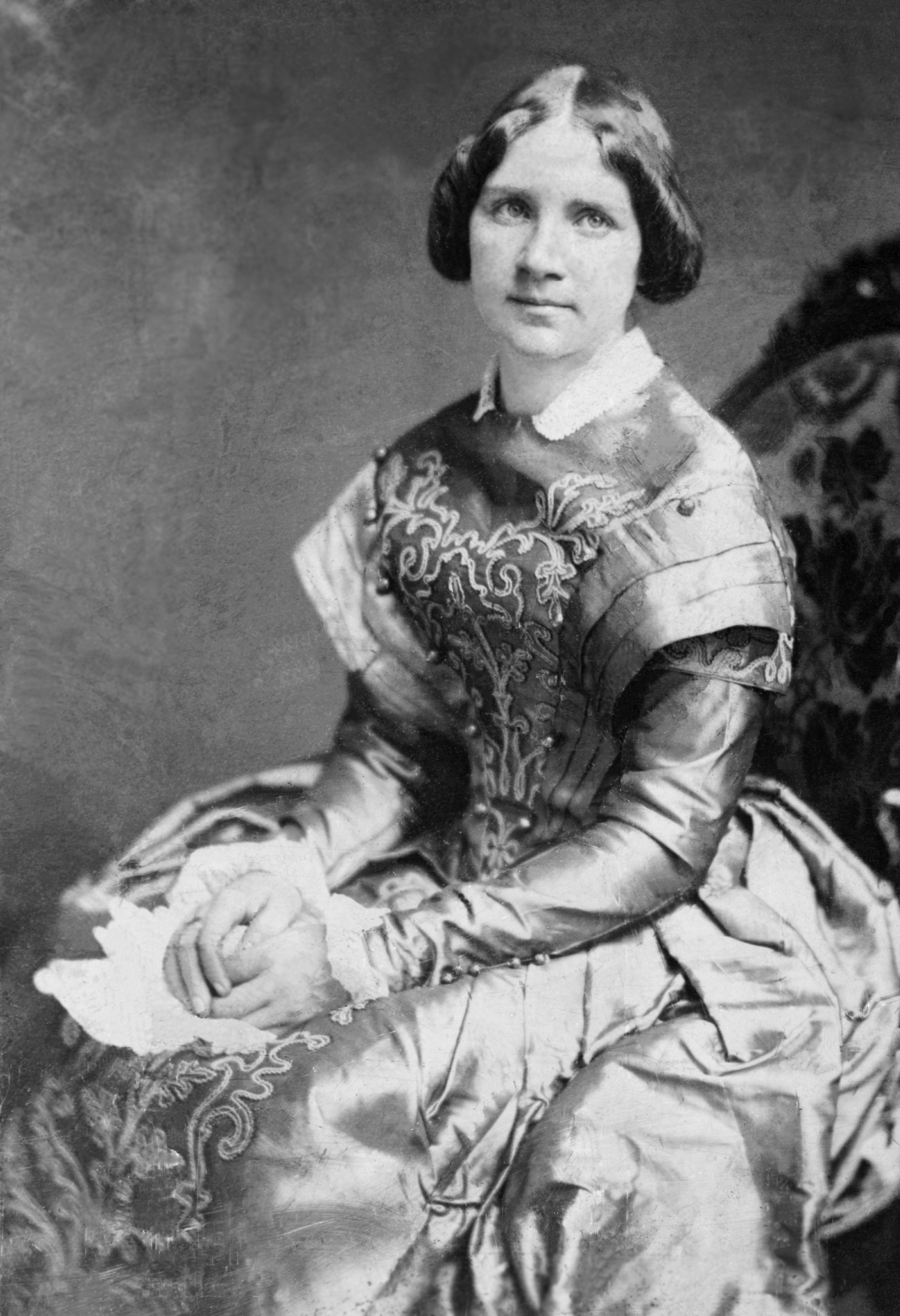
珍妮·林德1850年的银版摄影像

门德尔松于1837年3月28日与塞西尔·夏洛特·索菲·让勒诺（Cécile Charlotte Sophie Jeanrenaud，1817年10月10日 – 1853年9月25日）结婚，她是一位法国归正教会的牧师的女儿。他们育有五子女：卡尔（Carl）、玛丽（Marie）、保罗（Paul）、莉莉（Lili）和费利克斯·奥古斯特（Felix August）。其中年纪第二小的儿子，费利克斯·奥古斯特，在1844年感染麻疹后健康受损，于1851年去世。长子卡尔·门德尔松·巴托尔迪（1838年2月7日 – 1897年2月23日）成为历史学家，曾在海德堡大学和弗赖堡大学担任历史教授；他在弗赖堡的一家精神病院内去世，享年59岁。保罗·门德尔松·巴托尔迪（1841 – 1880）是著名化学家，开创了苯胺染料的制造。玛丽嫁给了维克多·贝内克（Victor Benecke），居住在伦敦。莉莉嫁给了阿道夫·瓦赫，莱比锡大学的法学教授。
玛丽和莉莉的孩子继承了家族档案，其构成门德尔松众多手稿的档案基础，包括他的“绿皮书”信件，现存于牛津大学博德利圖書館。塞西尔·门德尔松·巴托尔迪在她丈夫去世不到六年后，于1853年9月25日去世。

#### 珍妮·林德
门德尔松与瑞典女高音歌唱家珍妮·林德关系密切，他们于1844年10月相识。有关他们关系的文件没有被公开。在2013年，乔治·比德尔科姆在《皇家音乐协会杂志》上确认：“门德尔松奖学金基金委员会拥有一些资料，表明门德尔松曾给珍妮·林德写过热烈的情书，恳求她与他开始婚外恋关系，并以自杀相胁对她施加压力。这些信件在珍妮·林德去世后被发现后被销毁。”
门德尔松多次与林德会面并合作，他为她着手创作了一部歌剧《罗蕾莱》，基于莱茵河女仙罗蕾莱的传说，然而这部歌剧在他去世时未完成。据说，他为她的声音量身定制了他的清唱剧《以利亚》中的咏叹调“以色列，你当聆听”，但林德在他去世后才在1848年12月的音乐会上演唱了这个角色。1847年，门德尔松在伦敦出席迈耶贝尔歌剧《恶魔罗贝尔》的演出——一部他在音乐上鄙视的歌剧——只为听林德首次在英国出演，演唱剧中角色艾丽丝。音乐评论家亨利·乔利与他同行，写道：“当我写这篇文章时，我看到了门德尔松的微笑，他无限享受林德小姐的才华，他转过身看着我，仿佛他心中已全然没有担忧。他对林德小姐作为歌手的才华的喜爱是无边界的，他也无限渴望她的成功。”
在门德尔松去世后，林德写道：“他是唯一让我灵魂感到满足的人，但我刚刚发现他不久后我便又失去了他。”1849年，她成立了门德尔松奖学金基金会，该基金会每两年为居住在英国的年轻作曲家颁发奖学金，以纪念门德尔松。该奖学金的第一位获奖者是在1856年时只有14岁的阿瑟·萨利文。1869年，林德在门德尔松的出生地汉堡竖立了一块铭牌，以纪念他。

## 音乐

### 作曲

#### 风格

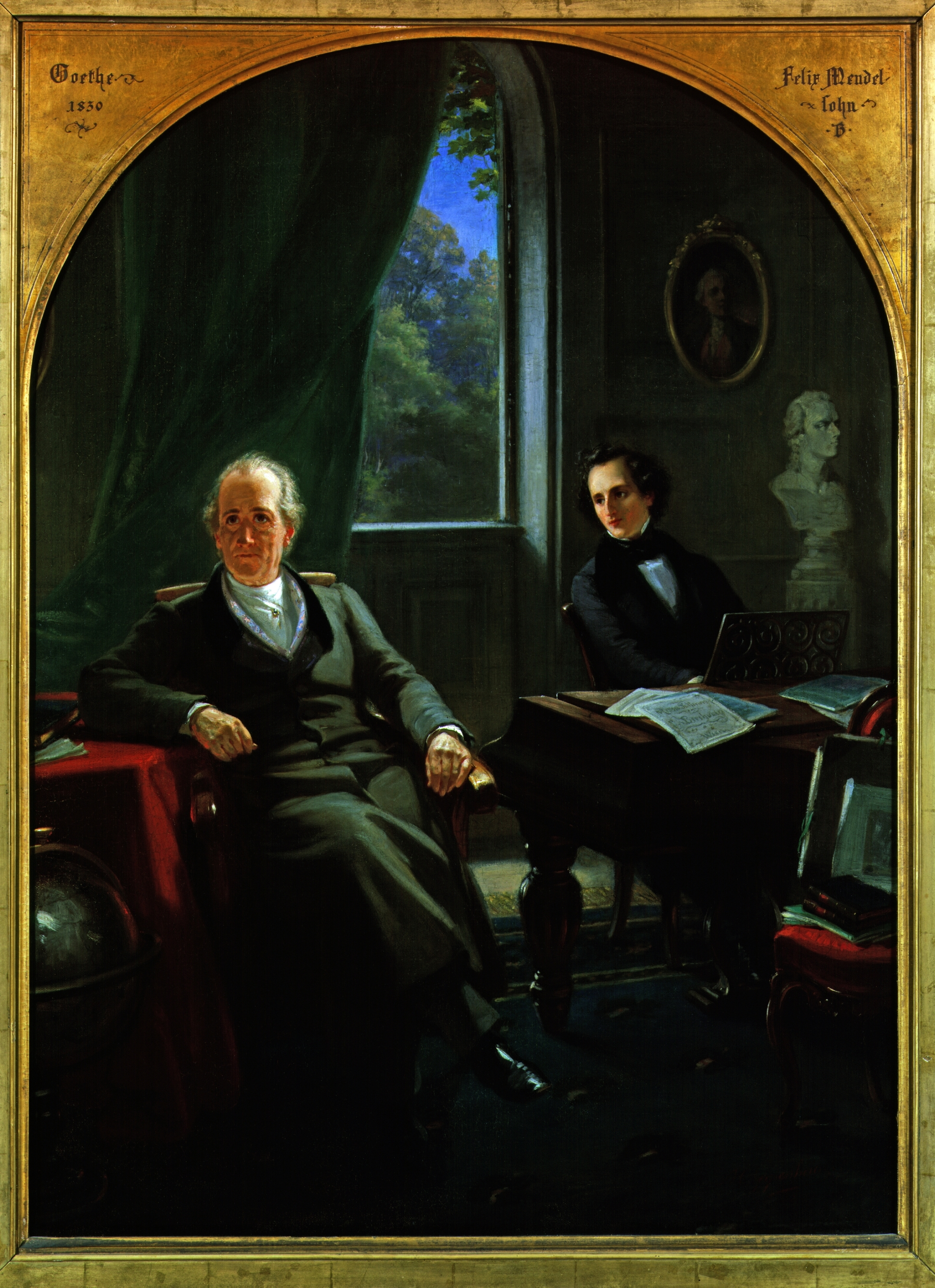
莫里茨·丹尼尔·奥本海姆1864年的画作《门德尔松为歌德演奏，1830年》

在与一名建议将《無言歌》中的一些曲目添加歌词以创作藝術歌曲的人的通信中，门德尔松表达了他对音乐的强烈依恋：“我所热爱的音乐向我表达的不是对我来说难以用言语表达的模糊思绪，相反，是太过明确。”
舒曼写道，门德尔松是“十九世纪的莫扎特，最杰出的音乐家，第一位最清晰地看穿时代的矛盾并首次将它们和解的音乐家。”这一赞誉突显了门德尔松作品和创作过程中的两个特点。首先，他音乐风格的灵感源自他精湛的技术和对先前大师风格的诠释，尽管他当然也认识到并发展了贝多芬和卡尔·马利亚·冯·韦伯音乐中早期浪漫主义的元素。历史学家詹姆斯·加拉特写道，从他的早期职业生涯开始，“人们认为门德尔松对早期古典音乐的关注是他创作的定义性方面。”门德尔松自己也承认了这一点，他在与歌德的会面中，在钢琴上向他展出了“历史展览”；“每天早上，大约一个小时，我必须按时间顺序演奏伟大作曲家的各种作品，并必须向他解释它们如何促进音乐的进步。”其次，这凸显出门德尔松更关心重振他所继承的音乐遗产，而不是用新的形式和风格，或使用更异域的配器来取而代之。在这些方面，他与他那个时代的许多早期浪漫主义作曲家明显不同，比如瓦格纳、柏辽兹和李斯特。虽然门德尔松赞赏李斯特在键盘上的技巧，但他觉得他的音乐幼稚。柏辽兹称门德尔松“也许过于深入地研究了死者的音乐。”
音乐学家格雷格·维特齐克认为，尽管“门德尔松的音乐很少有挑衅性”，但他最早期的作品中可见的风格革新的确解决了古典曲式与浪漫主义情感之间的一些矛盾。浪漫音乐的表现力与奏鸣曲式矛盾；在浪漫风格的背景下，乐章的最后（再现）部分似乎是缺乏激情或灵魂的平淡元素。此外，它可能被视为到达乐章的情感高潮之前学究式的延迟、延长，而在古典传统中，情感高潮倾向于在乐章的发展部过渡到再现部时出现；而柏辽兹和其他“现代主义者”试图使乐章的情感高潮出现在乐章末尾，必要时通过在正式再现之后添加延长的尾声来实现。门德尔松对这个问题的解决方式不如柏辽兹的方法引人注目，但它根植于改变乐章结构组成部分的平衡。因此，在门德尔松式的乐章中，发展-再现的过渡可能没有得到明显标记，再现部在和声或旋律上会有变化，不会是开头部分的直接复制，因此音乐按逻辑朝着最终高潮发展。维特齐克总结这种效果为“将‘外部形式’的动态轨迹融合到主题‘逻辑’展开的叙事中”。
理查德·塔鲁斯金写道，尽管门德尔松在很小的年纪就创作出了非凡的作品，但
他从未摆脱过早熟的青年风格。……他一直保持着风格上的保守……感觉没有必要通过展示“革命式”的新颖来吸引注意。在他短暂的音乐生涯中，他始终对音乐现状保持着舒适的忠诚——即，他所处时代已然视为“古典”的曲式。他的浪漫主义，早在他的早期作品中就已经显现，表现为相当传统的、客观性质的音乐“画意”（尽管非常精致）。

#### 早期作品
年轻的门德尔松在童年时期受到了J·S·巴赫、C·P·E·巴赫、贝多芬、约瑟夫·海顿和莫扎特的音乐深刻影响；这在他于1821年至1823年创作的13首早期弦乐交响曲中颇为明显。当时门德尔松年仅12岁到14岁，主要是为家庭演奏而写的，直到他去世后很长时间才出版、公开演出。
他的第一部出版作品是他的三首钢琴四重奏（1822年-1825年；作品1为c小调，作品2为f小调，作品3为b小调）；但他的才华在他的早期成熟作品中特别展现：弦乐八重奏（1825年）、《仲夏夜之梦》序曲（1826年，之后创作的完整伴奏音乐也受到了阿道夫·伯恩哈德·马克斯的影响，他是门德尔松当时的亲密朋友）、两首早期弦樂四重奏：作品12（1829年）和作品13（1827年），它们都显示出门德尔松对贝多芬晚期弦乐四重奏的技巧和思想有着卓越的掌握，而门德尔松一直在密切研究贝多芬的作品。根据R·拉里·托德的看法，这四部作品显示出对形式、和声、对位、色彩和作曲技巧的直观掌握，这在某种程度上证实了人们常说的，门德尔松的早熟的智力程度甚至超过了莫扎特。
根据英国广播公司2009年对16名音乐评论家的调查，门德尔松是西方古典音乐史上最伟大的作曲神童。

#### 交响曲

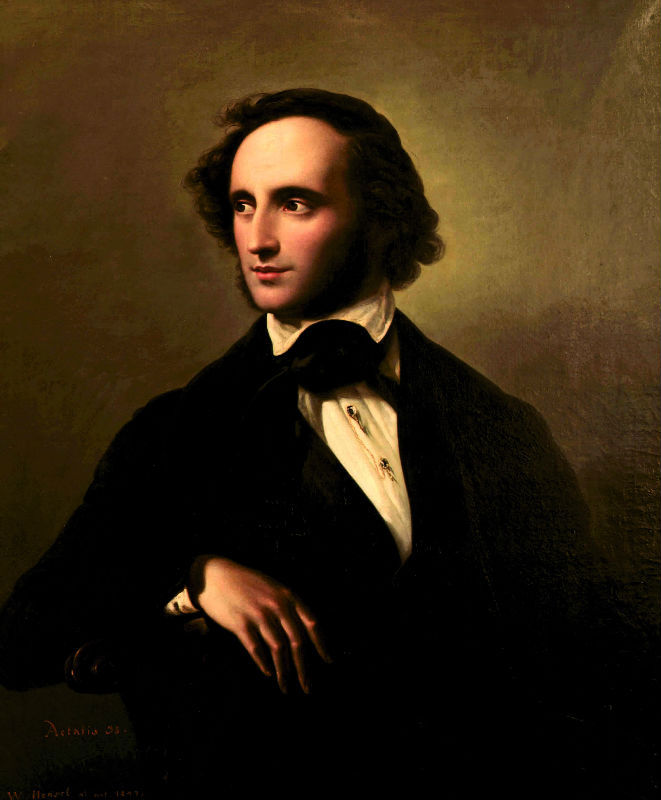
威廉·亨泽尔1857年绘制的门德尔松像

门德尔松的交响曲大致按照出版顺序编号，而不是按照创作顺序。创作顺序为：1、5、4、2、3。然而，第三交响曲的创作前后超过十年；他开始着手第五交响曲后，很快谱写了第三的部分草稿，但完成第三时第五和第四都已经完成。
为完整管弦乐团的c小调第1号交响曲创作于1824年，当时门德尔松15岁。这部作品是一次实验性的尝试，显示出贝多芬和韦伯的影响。门德尔松在1829年首次访问伦敦时，指挥了这部交响曲，与皇家爱乐协会的乐团演出，并将他的弦乐八重奏的谐谑曲配器后替代了原本的第三乐章。这部作品以此形式获得了成功，并奠定了他在英国的声誉基础。
1829年到1830年，门德尔松创作了他的第五交响曲“宗教改革”。它是为庆祝宗教改革300周年而创作的。门德尔松对这部作品一直不满意，因此没有允许出版乐谱。
门德尔松在意大利的旅行激发他创作A大调第四交响曲“意大利”。他在1833年指挥了这部交响曲的首演，但他生前一直试图修改其乐谱，因此亦从未出版。
1829年（当时门德尔松在访问荷里路德宮时记下了开头主题）到1842年（莱比锡首演）之间，他断断续续地创作并修订了a小调第三交响曲“苏格兰”，这是他的交响曲中最后一部公开首演的作品。这部浪漫主义基调的作品描绘了苏格兰的气氛，但没有使用任何特定的苏格兰民间旋律。
他还创作了B大调康塔塔交响曲《颂歌》，在他死后编号为第二交响曲，以庆祝约翰内斯·谷登堡发明印刷机四百周年，于1840年6月25日在莱比锡首演。

#### 其他管弦音乐

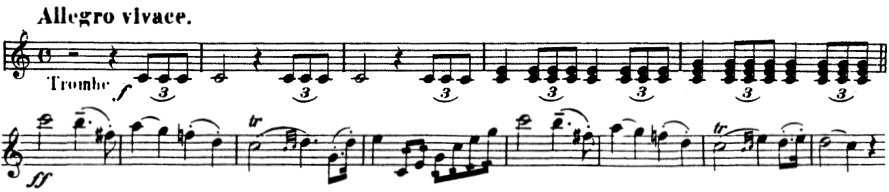
门德尔松《仲夏夜之梦》中《婚礼进行曲》的小号声部（上）和小提琴演奏的主题（下）

门德尔松于1830年创作了音乐会序曲《赫布里底群岛》（也称为《芬戈洞穴》），受到了他在1820年代末苏格兰之旅的启发。他在欧洲壯遊期间参观了赫布里底群岛中斯塔法岛的芬戈洞穴，并对此印象深刻，当时他当场在信中记下了序曲的开头主题，并在同一天晚上寄回家中。他还写了其他音乐会序曲，包括《平静的海与幸福的航行》（1828年，灵感来自歌德的两首诗歌），以及《美丽的美露莘》（1830年）。一位当代作家认为这些作品“也许是我们德国人迄今拥有的最美丽的序曲”。
门德尔松还受委托于1839年为维克多·雨果的戏剧《吕·布拉斯》创作了序曲（尽管门德尔松厌恶这部剧），用于慈善演出。他的《仲夏夜之梦》伴奏音乐，包括著名的“結婚进行曲”，创作于1843年，距离序曲的创作有十七年之久。

#### 协奏曲

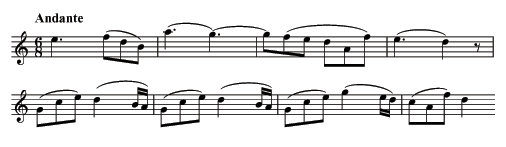
小提琴协奏曲，作品64，第二乐章主题

e小调小提琴协奏曲（作品64，1844年），是为费迪南德·大卫创作的。大卫在协奏曲的准备过程中与门德尔松密切合作，并在他的瓜奈里小提琴上首演了这部协奏曲。约瑟夫·约阿希姆将其与贝多芬、勃拉姆斯和布鲁赫的作品并称四大小提琴协奏曲。
门德尔松早年还创作了一部知名度较低的d小调小提琴与弦乐队协奏曲（1822年）；他还创作了四部钢琴协奏曲（A小调“第0号”，1822年；G小调第1号，1831年；D小调第2号，1837年；E小调第3号，仅片段，1844年，死后出版）；两部双钢琴协奏曲（E大调，14岁时创作，1823年；降A大调，15岁时创作，1824年）；以及一部小提琴和钢琴的双协奏曲（1823年）。此外，他还创作了一些单乐章协奏作品，其中钢琴为独奏的作品包括1834年的《辉煌回旋曲》（義大利語：Rondo brillante），1832年的《辉煌随想曲》（義大利語：Capriccio brillante），以及1838年的《夜曲与活泼的快板》（德語：Serenade und Allegro giojoso）。他还创作了两部小协奏曲（德語：Konzertstücke），作品113和114，最初配器为单簧管、低音圆号和钢琴；作品113后来改编为管弦乐。

#### 室内乐
门德尔松的成熟作品中包含了许多室内乐作品，其中许多作品展现出在他的一些较大作品中缺乏的情感强度，包括他的第六弦乐四重奏，这是他的弦乐四重奏的最后一部，也是他的最后一部重要作品，写于他的姐姐范妮去世后；根据历史学家彼得·默瑟-泰勒的看法，这部作品格外富有表现力。其他成熟作品包括两部弦乐五重奏；单簧管、大提琴、中提琴和小提琴的奏鸣曲；以及两部钢琴三重奏。对于d小调第一钢琴三重奏，门德尔松不同寻常地接受了他的作曲家同行费迪南·希勒的建议，重新谱写了钢琴部分，使其更富浪漫和“舒曼风格”，从而显著增强了其情感效果。

#### 钢琴音乐

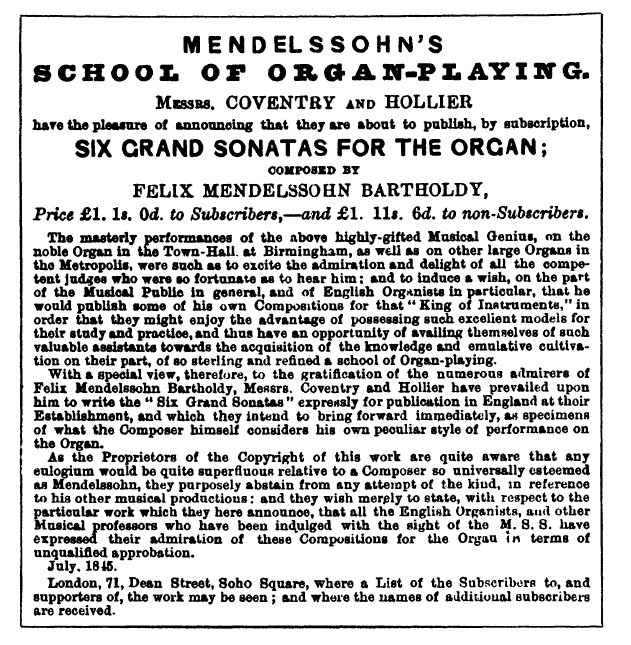
1845年7月24日《音乐世界》（Musical World）上门德尔松管风琴奏鸣曲的广告

音乐学家格伦·斯坦利指出，“与勃拉姆斯不同，与他的同时代人舒曼、肖邦和李斯特不同，与他所尊崇的前辈们不同……门德尔松不将钢琴视为他最重要的艺术表现媒介。”由八部套曲（每部套曲包含六首抒情小品）组成的《无言歌》（其中有两首是死后出版的）是他最著名的独奏钢琴作品。它们在作曲家的有生之年便已成为标准的客厅独奏曲目，根据托德的说法，它们的极度流行本身已经导致许多评论家低估了它们的音乐价值。例如，查尔斯·罗森曾矛盾地评论道，尽管他注意到作品中“美丽的音乐”，但“不能说是乏味的，但大概也是乏味的。”在19世纪，受启发创作出类似作品的作曲家包括夏尔-瓦朗坦·阿尔康（他的五组《歌曲》，每组都以船歌结束）和安東·魯賓斯坦。
门德尔松的其他重要钢琴作品包括《严肃变奏曲》（作品54，1841年）、《随想回旋曲》（義大利語：Rondo capriccioso）、六首前奏和赋格组曲（作品35，1832年至1837年间创作），以及七首性格小品（作品7，1827年）。

#### 管风琴音乐
门德尔松从11岁开始弹奏管风琴并创作其音乐，直到去世。他的主要管风琴作品包括三首前奏和赋格曲（作品37，1837年），以及六首奏鸣曲（作品65，1845年）。埃里克·沃纳认为：“在所有管风琴演奏家必备的曲目中，门德尔松的管风琴奏鸣曲仅次于巴赫的作品。”

#### 歌剧
门德尔松在年轻时为家庭演出创作了一些歌唱剧。他的歌剧《两个侄子》于他的15岁生日排练演出。1829年，他创作了一部关于错误身份、张冠李戴的喜歌剧《漂泊者的回归》，以庆祝父母银婚，但在他生前未出版。1825年，他创作了一部更为复杂的作品，《卡马乔的婚礼》，该作基于《堂吉诃德》中的情节。它于1827年在柏林首演，但评价冷淡。门德尔松在演出结束前提前离开剧院，随后的演出则被取消。
尽管他从未放弃创作完整歌剧的想法，并考虑了许多主题（包括后来由瓦格纳改编的尼伯龍根之歌，关于这一主题他曾与妹妹范妮通信），但他任何项目的草稿从未超过几页。在他人生的最后几年，歌剧经理本杰明·卢姆利试图与他签约，让他根据欧仁·斯克里布基于莎士比亚《暴风雨》的剧本创作一部歌剧，甚至在1847年（门德尔松去世的那一年）宣布歌剧即将演出。最终，弗罗芒塔尔·阿莱维将这一剧本创作为歌剧。门德尔松去世时，留下了一些有关罗蕾莱传说的歌剧草稿。

#### 合唱作品

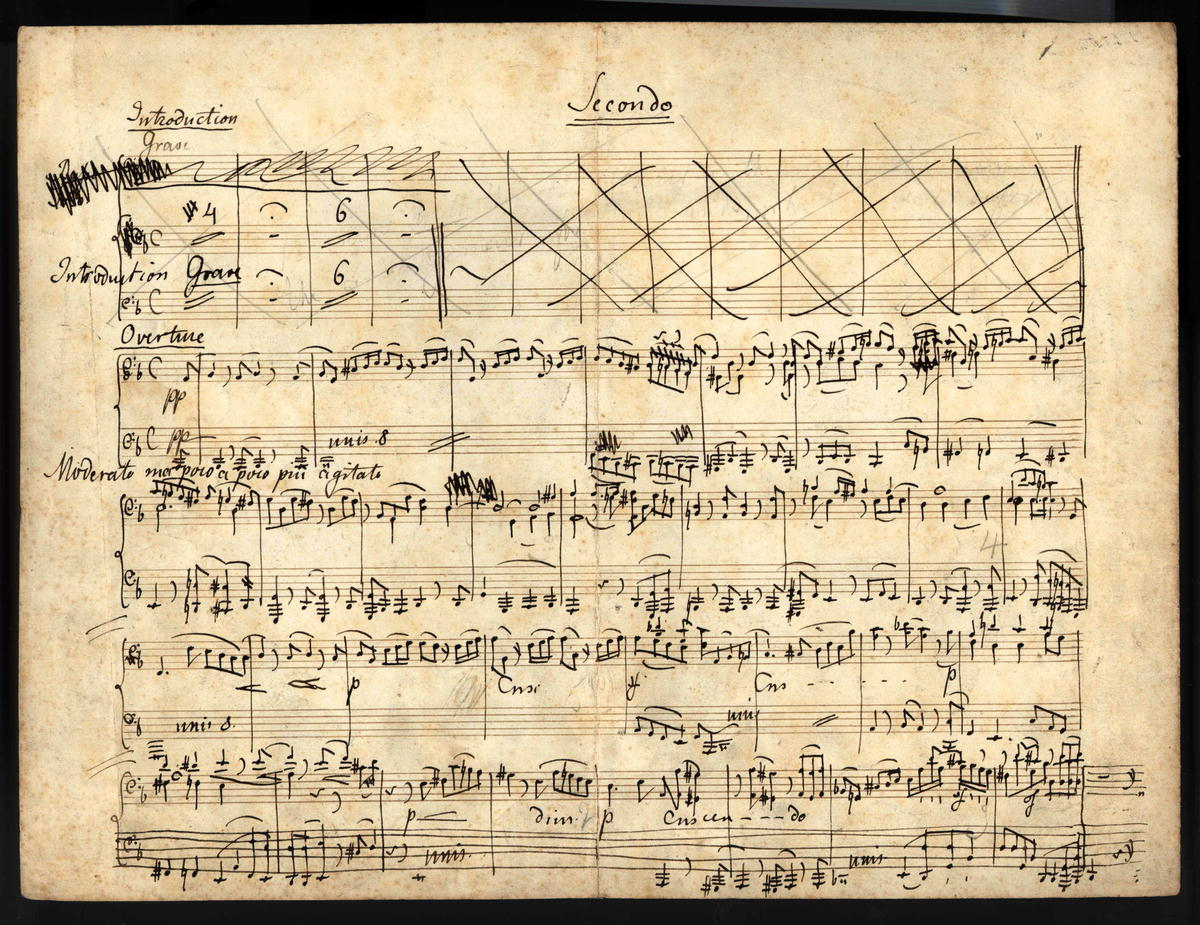
门德尔松为双钢琴改编的《以利亚》序曲手稿（现存于美国国会图书馆）

门德尔松的两部大型圣经清唱剧，1836年的《圣保罗》和1846年的《以利亚》，受到了巴赫的极大影响。未完成的清唱剧《基督》的残片包括一首宣敘調、合唱《有星要出于雅各》，以及一首男声三重唱。
更引人注目的是更明显具有浪漫主义色彩的《沃普尔吉斯初夜》，这是根据歌德的民谣创作的，描述了基督教早期时期在哈茨山中的德鲁伊異教仪式。这部作品被学者海因茨-克劳斯·梅茨格视为一种“犹太人反对基督教统治”的抗议。
门德尔松基于诗篇中的五首创作了为合唱团和管弦乐团的合唱曲。舒曼在1837年评论中认为，他改编的诗篇42是“他作为教堂音乐作曲家所达到的最高点；事实上，它是近年所有教堂音乐的最高点。”
门德尔松还为无伴奏合唱团创作了许多小型宗教作品，比如基于诗篇100的《普天下当向耶和华欢呼》，以及由管风琴伴奏的合唱作品，这些作品的文本大多为英语。其中最著名的之一是为SATB合唱团、管风琴、男童高音和女高音独唱的《听我的祷告》，其第二部分包括“但愿我有翅膀像鸽子”（英語：O for the Wings of a Dove），这部分经常被单独演奏。门德尔松的传记作者托德评论说：“这部赞美诗在英格兰非常受欢迎……后来则面临着维多利亚时代道德观念蔑视者的指责。”
门德尔松1840年创作的世俗康塔塔《节庆歌曲》（他认为这不适合作为宗教音乐）中的一首旋律被威廉·海曼·卡明斯改编为赞美诗《门德尔松》，随后成为查理·卫斯理的流行圣诞颂歌《聽啊！天使高聲唱》的曲调。

#### 歌曲
门德尔松创作了许多歌曲，既有独唱，也有二重唱，配有钢琴伴奏。有人认为从1819年（当时他10岁）直到他去世，几乎每个月他都有创作歌曲。这些歌曲中许多是简单的、或稍作修改的、一部曲式的作品。其中一些，比如他最著名的歌曲《乘着歌声的翅膀》，变得非常流行。学者苏珊·尤恩斯评论说：“不出乎意料的是，门德尔松在艺术歌曲中的情感范围较舒伯特更窄：舒伯特创作了比门德尔松多得多的歌曲，而且材料跨度更广。”舒伯特明确表示要使当时的歌曲风格现代化，但“这并不是门德尔松的使命”。
门德尔松的妹妹范妮创作的一些歌曲最初以她兄弟的名义问世；这可能部分是由于家庭成员的偏见，部分是由于她自己的性格内向。1842年，这导致了一次尴尬的场合：当时英国女王维多利亚在白金汉宫接待费利克斯时，称她要为他演唱她最喜欢的歌曲之一，即《意大利》（德語：Italien，歌词由弗朗茨·格里帕泽创作），但费利克斯承认这首歌曲是范妮所作。

### 演奏
门德尔松生前以钢琴和管风琴演奏家而闻名。他的一封讣告写道：“首先，他的钢琴演奏受人珍重：其具有令人惊奇的弹性触感、速度和力量；其次是他科学且富有活力的管风琴演奏……公众仍然清楚记得他这些乐器的成功演出。”在他的音乐会和独奏会上，门德尔松演奏德国前辈作曲家的作品，特别是韦伯、贝多芬和巴赫；他“几乎以一己之力”将将巴赫的管风琴作品带回了主流曲目中。
门德尔松十分喜爱维也纳制琴匠康拉德·格拉夫的大钢琴；他在1832年购买了一架，用于家庭和柏林的独奏会，后来又购买了一架，在杜塞尔多夫使用。在私下和公共演出中，门德尔松因其即兴演奏而备受赞誉。在伦敦的一次演奏会上，女高音玛丽亚·马利夫兰在演奏会结束后请他即兴创作，他将她演唱过的所有歌曲的旋律融入了一首即兴作品中。在场的音乐出版商维克多·诺维洛（Victor Novello）评论道：“他所作的事情在我看来是不可能的，即使在我听完后仍然不敢相信。”1837年门德尔松为一名女高音伴奏演出，舒曼事后的评论却完全没有提及歌手，只写道：“门德尔松伴奏像神一样”。

### 指挥
门德尔松是杰出的指挥家，不仅指挥自己的作品，还指挥其他作曲家的作品。1829年他于伦敦首次演出时，他因使用指挥棒（当时是新奇之举）而受到关注。但他的新颖之处还表现在他对速度、強弱法和演奏家本身的高度关注，他会在他们不合作时加以指责，而在他们令他满意时加以表扬。正是在他于1836年指挥下莱茵音乐节的成功，使他首次获得了德国杜塞尔多夫音乐总监的有薪职位。欣赏门德尔松指挥的人包括柏辽兹，他在1843年应邀来到莱比锡，并与门德尔松交换了指挥棒，写道：“当伟大的精神派遣我们去狩猎灵魂的土地时，愿我们的勇士们将我们的战斧挂在会议厅的门边。”在莱比锡，门德尔松将布商大厦管弦乐团带到了巅峰；尽管专注于已被奉为经典的伟大作曲家（他们已经被奉为“古典”），他还包括了舒曼、柏辽兹、加德等许多其他作曲家的新作，以及他自己的音乐。但有一位不满意的评论家：理查德·瓦格纳指责门德尔松在指挥贝多芬的交响曲时使用的速度过快。

### 编辑
门德尔松对巴洛克音乐的兴趣不仅限于他在1829年重新演出的巴赫《马太受难曲》。他在准备和编辑这些乐谱时，不论是为了演出还是出版，都尽可能地接近作曲家的原意，包括尽量仔细研究早期版本和手稿。这可能会让他与出版商产生冲突；例如，他为伦敦亨德尔协会编辑的亨德尔清唱剧《以色列人在埃及》总谱（1845年）引发了一系列争议，门德尔松拒绝在亨德尔未规定的地方添加力度标记，或为长号添加声部。门德尔松还编辑了巴赫一些管风琴作品的乐谱，而且与舒曼讨论过出版巴赫乐谱全集的可能性。

### 教学
尽管门德尔松认为音乐教育非常重要，而且参与了许多他在莱比锡创办的音乐学院的相关事务，但他并不太喜欢教学，并只收了极少数他认为具有杰出天赋的私人学生，其中包括作曲家威廉·斯特恩代尔·本内特、钢琴家卡米耶-玛丽·斯塔马蒂、小提琴家和作曲家尤利乌斯·艾希伯格，以及歌德的孙子瓦尔特·冯·歌德。在莱比锡音乐学院，门德尔松教授作曲和乐团演奏。

## 名声与遗产

### 死后第一个世纪

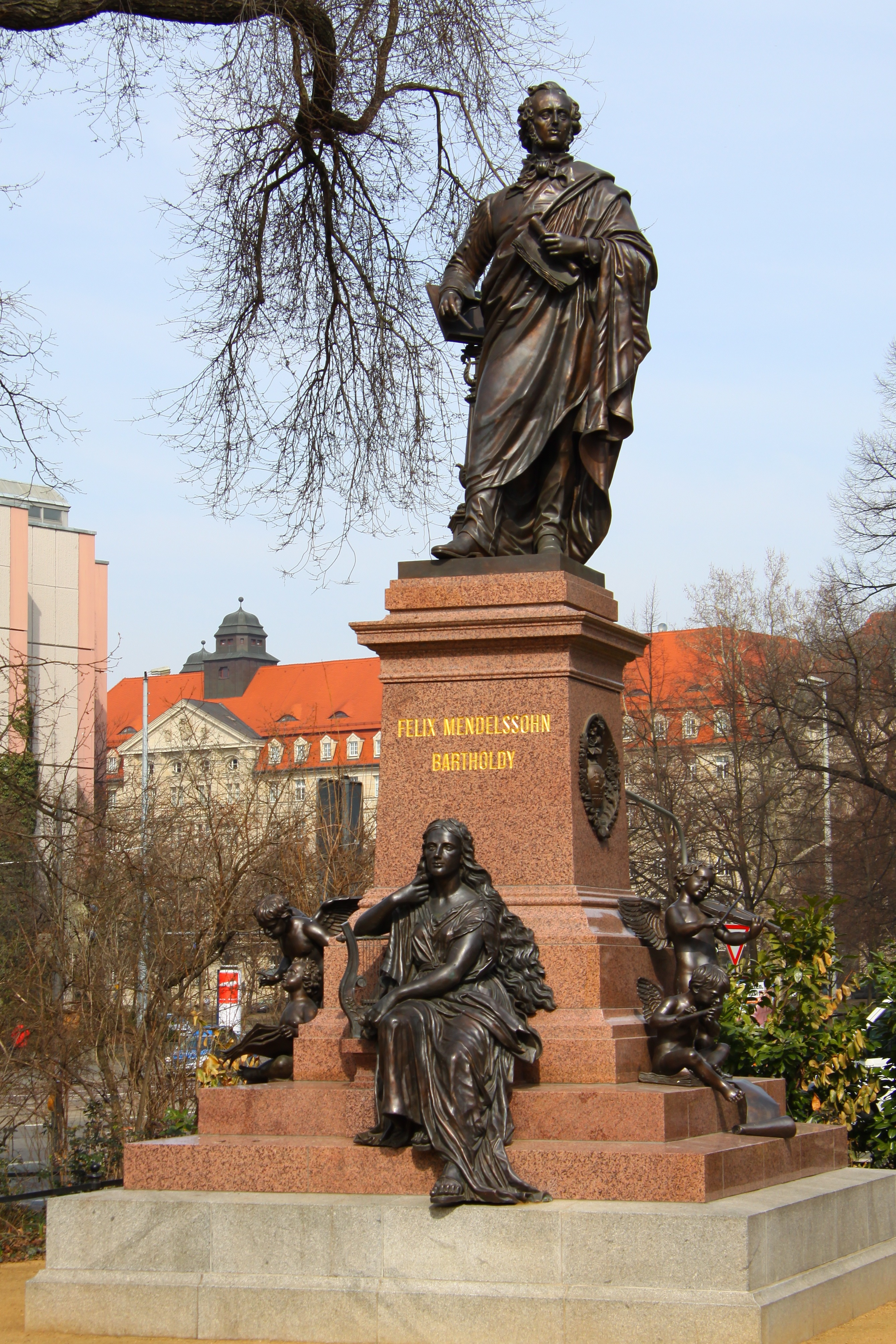
2008年在莱比锡圣多马教堂附近重新建立的门德尔松纪念碑

门德尔松去世后，他在德国和英国都立刻受到了哀悼。然而，门德尔松的保守风格，使他与一些更为张扬的同代人产生了分歧，这导致其中一些人对他的音乐产生轻蔑的看法。门德尔松与柏辽兹、李斯特等人的关系一直不太融洽。曾经对门德尔松的才华提出质疑的听众包括海因里希·海涅，他在1836年听完清唱剧《圣保罗》后写道：
门德尔松的作品充满了极大的、严肃的严肃感，一种坚定的、几乎是强求的遵循古典模式的倾向，最精妙、最聪明的计算，敏锐的智慧，却完全没有天真。然而在艺术中，有哪种天赋的独创性是不带有天真的呢？
这种出于门德尔松高度出色的才华的批评（或以负面的方式将其才华描述为“技巧”）在理查德·瓦格纳那里得到了进一步的发展。门德尔松的成功、他的受欢迎程度以及他的犹太血统让瓦格纳感到不悦，以至于在他去世三年后，在反犹太主义文章《音乐中的犹太主义》中，他发表了一篇针对门德尔松的评论：
门德尔松向我们展示：犹太人可以拥有最丰富的特殊才能、最美妙和多样的文化、最高尚和最崇高的荣誉感——可如果没有卓越的前辈帮助他，只要一次，唤起我们对艺术的深刻、深入内心的感触……现今我们音乐风格的薄弱和反复无常被门德尔松尽可能有趣、有活力地表达模糊、几乎无足轻重的内容的尝试推到极致。
哲学家弗里德里希·尼采对门德尔松的音乐表达了一贯的赞赏，与他对“条顿”浪漫主义的普遍蔑视形成鲜明对比：
无论如何，所有浪漫主义音乐（如舒曼和瓦格纳）……一开始仅是二流音乐，真正的音乐家们对它不太在意。费利克斯·门德尔松情况不同，这位和煦的大师，由于他更轻松、更纯粹、更快乐的灵魂，迅速获得了荣誉，同样迅速被遗忘，成为德国音乐中的一次愉快的事件。
然而，部分读者认为“愉快的事件”仅是尼采的居高临下的态度。
在20世纪，納粹德國及其帝國音樂厅基于门德尔松的犹太血统禁止演奏和出版他的作品，甚至要求纳粹认可的作曲家重新编写《仲夏夜之梦》的伴奏音乐（卡尔·奥尔夫屈从于此要求）。在纳粹统治下，“门德尔松被描绘为音乐历史上的危险‘事故’，他直接导致德国音乐在19世纪‘堕落’。”莱比锡音乐学院的门德尔松奖学金于1934年终止，1963年恢复。莱比锡于1892年竖立的门德尔松纪念碑于1936年被纳粹政权移除，2008年重建。杜塞尔多夫歌剧院外克莱门斯·布舍尔创作的门德尔松铜像于1936年被纳粹移除和摧毁，2012年重建。门德尔松的坟墓在纳粹统治期间没有受到侵害。
门德尔松在19世纪英国的声誉一直很高。1847年，阿尔伯特亲王为清唱剧《以利亚》的剧本题词写道：“致那位高贵的艺术家，尽管他周围充斥着伪艺术的巴力崇拜，却能够像第二个以利亞一样，通过天赋和研究，忠于服务真正的艺术。”1851年，十几岁的伊丽莎白·萨拉·谢帕德创作了小说《查尔斯·奥切斯特》以表对门德尔松的崇拜，主角“赛拉费尔骑士”是门德尔松的理想化形象；此书印刷发行了近80年。1854年，维多利亚女王要求重建水晶宮时建立门德尔松的雕像。1858年，门德尔松的《仲夏夜之梦》中的《婚礼进行曲》在维多利亚女王的女儿維多利亞長公主与普鲁士储君腓特烈·威廉的婚礼上演奏，而此曲至今仍然在婚礼仪式上广受欢迎。门德尔松的学生威廉·斯特恩代尔·本内特（于1875年去世）一直是英国音乐教育的中坚力量、门德尔松传统的大维护者。他的学生中有许多是英国下一代作曲家，包括阿瑟·萨利文、休伯特·帕里和弗朗西斯·爱德华·贝奇。
20世纪初，许多评论家开始因门德尔松的音乐与维多利亚时代的文化封闭性的联系而谴责他的音乐。其中，萧伯纳批评门德尔松“白手套般的绅士淑女风度、常规式的多愁善感、贩卖清唱剧的卑鄙行为”。1950年代，学者威尔弗里德·梅勒斯批评了门德尔松的“虚伪的宗教情感，其反映了我们道德中偽善的成分”。钢琴家、作曲家费卢西奥·布索尼提出反对观点，认为门德尔松是“无可争议的伟大大师”和“莫扎特的继承者”。布索尼与早期的钢琴大师如安东·鲁宾斯坦和夏尔-瓦朗坦·阿尔康经常在独奏会上演奏门德尔松的钢琴作品。

### 现代观点

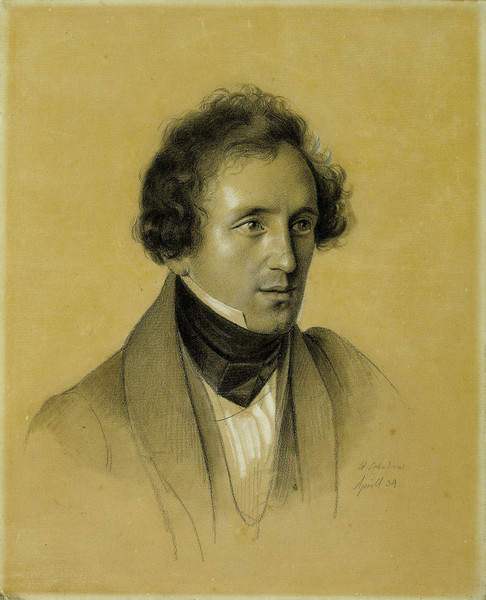
弗里德里希·威廉·沙多1834年绘制的门德尔松像

自20世纪中叶以来，对门德尔松作品的重视和认可逐渐提升，同时出版了一些传记，他的成就被置于历史背景中考量。梅瑟-泰勒指出了一个讽刺之处，即“对门德尔松音乐的这种广泛的再评估，部分原因是音乐经典这一概念的崩溃”，而门德尔松作为“指挥家、钢琴家和学者”却在建立这一经典上起了巨大作用。评论家H·L·孟肯总结说，如果说门德尔松确实没有达到真正的伟大，那么他离伟大也只差“一根头发”。
查尔斯·罗森在他1995年的著作《浪漫一代》中，既赞美又批评了门德尔松。他称他为“西方音乐史上最伟大的神童”，16岁时的才华超过了19岁的莫扎特或肖邦，年幼时就掌握了“任何他同代的作曲家都无法超越的大型结构控制”，是“天才”，具有对贝多芬“深刻”的理解。罗森认为，在作曲家晚年时，虽然没有失去他的才华或天赋，但他“放弃了......他的大胆”；然而他认为门德尔松相对较晚的E小调小提琴协奏曲是“古典协奏曲传统与浪漫技巧形式的最成功融合”。罗森认为E小调赋格（后来包含在门德尔松的作品35中）是一件“杰作”；但在同一段落中，他称门德尔松为“媚俗宗教音乐之始创者”。然而，他指出“宗教和音乐的交汇”在门德尔松清唱剧中的戏剧力量影响了接下来五十年的音乐，包括梅耶贝尔和朱塞佩·威尔第的歌剧，以及瓦格纳的《帕西法尔》。
在20世纪60年代，门德尔松的750部作品中仍有相当大一部分尚未出版，但现在大多数已经问世。门德尔松的完整作品和通信的学术版本正在筹备中，但预计需要多年才能完成，将包括超过150卷。这包括他的现代的、经深入研究的作品目录，即门德尔松作品目录（MWV）。门德尔松的作品得到了更深入的考察。几乎所有门德尔松已出版的作品都可以找到录音，他的作品在音乐厅和广播中经常被演奏。2007年，在门德尔松诞辰200周年来临之际，拉里·托德指出：“过去几十年来，对这位作曲家音乐的复兴不断加强”，“他的形象已经得到了大规模的修复，音乐家和学者重新审视了这位熟悉却又陌生的欧洲古典作曲家，并开始从新的角度看待他。”